# Tourisme en Mauricie
Pour un article plus général, voir Tourisme au Québec.
Vous pouvez aider à l'améliorer ou bien discuter des problèmes sur sa page de discussion.
- Il ne respecte pas la neutralité de point de vue. Considérez son contenu avec précaution. Il est possible de préciser les sections non neutres en utilisant {{section non neutre}} et de souligner les passages problématiques avec {{passage non neutre}}. (Marqué depuis juin 2025)

Vous pouvez aider à l'améliorer ou bien discuter des problèmes sur sa page de discussion.
- Il ne cite pas suffisamment ses sources. Vous pouvez indiquer les passages à sourcer avec {{référence nécessaire}} ou {{Référence souhaitée}}, et inclure les références utiles en les liant aux notes de bas de page. (Marqué depuis juin 2025)
- Certaines informations devraient être mieux reliées aux sources mentionnées dans la bibliographie ou les liens externes. Améliorez sa vérifiabilité en les associant par des références. (Marqué depuis juin 2025)
- Son texte doit être wikifié : il ne correspond pas à la mise en forme Wikipédia (style, typographie, liens internes, liens entre les wikis, etc.). (Marqué depuis juin 2025)
- Il contient des liens externes. Selon les recommandations sur l'usage des liens externes, il ne devrait pas y en avoir dans le corps de l'article. Il est souhaitable, si cela présente un intérêt, de citer ces liens comme sources et de les enlever du corps de l'article, ou bien de les placer en bas de page dans une section dédiée. (Marqué depuis juin 2025)

- Archive Wikiwix
- Bing
- Cairn
- DuckDuckGo
- E. Universalis
- Gallica
- Google
- G. Books
- G. News
- G. Scholar
- Persée
- Qwant
- (zh) Baidu
- (ru) Yandex
- (wd) trouver des œuvres sur Wikidata

Le tourisme en Mauricie représente un secteur important de l'économie avec quelque 3,6 millions de visiteurs chaque année, qui y passent plus de trois millions de nuitées et y dépensent quelque 200 à 300 millions de dollars par an dans des attraits et services touristiques. En 2011, 90 % des touristes en Mauricie sont des Québécois ; les autres touristes viennent des autres provinces canadiennes (3 %), des États-Unis (2 %) et d'autres pays (4 %).

Logo et slogan.

## Territoire de la Mauricie

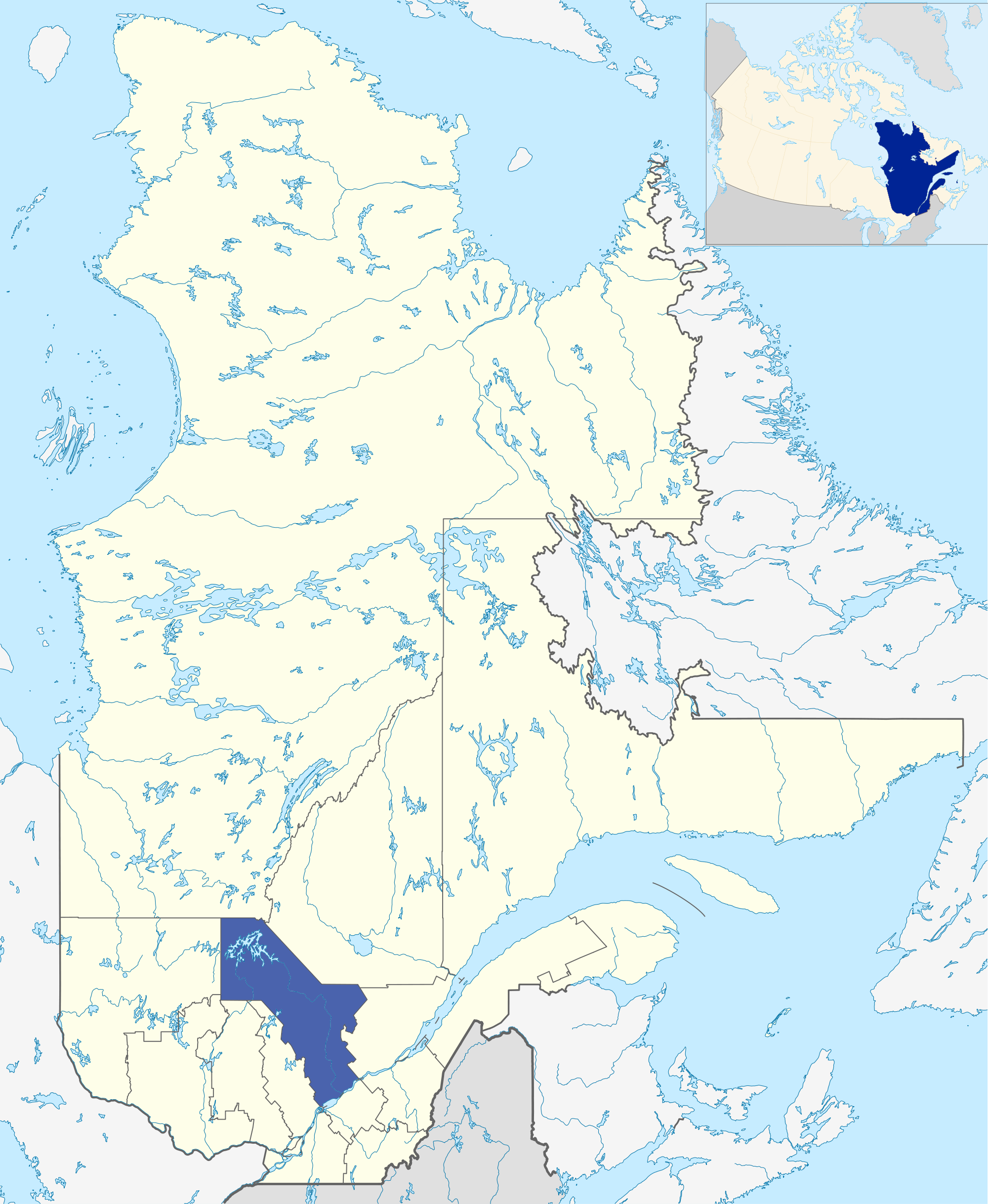
La Mauricie représentée sur la carte du Québec.

La Mauricie est l'une des 22 régions touristiques du Québec. Son territoire est le même que la région administrative du même nom. Située entre Montréal et Québec, elle est divisée en six sous-régions ou secteurs qui correspondent aux divisions des trois grandes villes et de trois municipalités régionales de comté : Trois-Rivières, Shawinigan, La Tuque, Maskinongé, Les Chenaux, Mékinac. La région touristique compte 42 municipalités et 7 territoires.
La Mauricie doit son nom à la rivière Saint-Maurice qui traverse la région à partir du fleuve Saint-Laurent vers le nord.
La région est faite de grands espaces formés d'une forêt boréale s'étalant sur 40 000 km2 avec un bassin hydrographique composé de lacs et rivières. Dans ses limites, la région compte parmi les plus anciens lieux d'occupation au Québec, dont Trois-Rivières fondée en 1634, deuxième ville en Nouvelle-France; s'y trouvent parmi les plus anciennes seigneuries et plusieurs cantons; s'y est déroulées parmi les plus importantes phases de l'histoire du Québec (commerce des fourrures, sidérurgie, exploitation forestière, hydroélectricité, industrialisation, etc.).
Elle est constituée à 85 % de forêt. Elle comprend de nombreux plans d'eau, dont la rivière Saint-Maurice et environ 17 500 lacs, qui permettent la pratique de diverses activités nautiques. Le réseau récréatif de la région inclut environ 2 500 km de sentiers pour la motoneige et 1 125 km de pistes pour les véhicules tout-terrain.  Environ 80 pourvoiries y proposent des services liés à la chasse et à la pêche. La région abrite également le Sanctuaire Notre-Dame-du-Cap, considéré comme le principal lieu de pèlerinage marial au Canada. On y retrouve plusieurs sites patrimoniaux situés notamment le long du Chemin du Roy, une des premières routes carrossables du pays.

### Villes

#### Trois-Rivières
Située sur la rive nord du fleuve Saint-Laurent, entre Montréal et Québec, Trois-Rivières est la principale ville de la région de la Mauricie. Fondée en 1634, elle est la deuxième plus ancienne ville toujours habitée au Canada. Elle possède un centre-ville reconnu pour sa vitalité culturelle et touristique, ainsi qu'un quartier historique classé qui témoigne de son passé colonial. Le parc portuaire de la ville donne accès à des vues sur le fleuve. Trois-Rivières regroupe également plusieurs établissements culturels, dont des musées, des ateliers d'artistes et des sites historiques nationaux. On y retrouve également une offre variée de commerces, de restaurants, de cafés, d'auberges et de gîtes.

#### Shawinigan
Située dans la vallée de la rivière Saint-Maurice, à moins de vingt kilomètres de Trois-Rivières, la ville de Shawinigan a été fondée en 1901. Son nom provient d'un mot autochtone signifiant « portage sur la crête », en référence à une chute d'eau que les Premières Nations devaient contourner en transportant leurs embarcations sur les rochers. Cette chute, haute de 42 mètres, est à l'origine de la création de la ville et a longtemps été un élément marquant du paysage régional. Shawinigan se trouve dans une zone façonnée par l'activité glaciaire, au cœur des Laurentides, et comprend un relief composé de montagnes, de lacs et de rivières.
La ville occupe une place importante dans l'histoire industrielle du Canada, notamment par le développement de la production hydroélectrique. Elle a été l'une des premières villes canadiennes à produire de l'aluminium et à adopter un plan d'urbanisme. Grâce à ses infrastructures hydroélectriques, Shawinigan a aussi été parmi les premières localités du Québec à bénéficier de l'éclairage public électrique, ce qui lui a valu les surnoms de « Ville lumière » et de « Cité de l'électricité ».

## Tourisme Mauricie
"Tourisme Mauricie" est l'association touristique régionale chargée du développement et de la mise en valeur des produits touristiques de la Mauricie, en concertation avec les organisations locales de tourisme du territoire. Tourisme Mauricie est un organisme à but non lucratif et non gouvernemental. La principale mission est de promouvoir l'offre touristique régionale.

## Histoire du tourisme
En 1634, Samuel de Champlain envoyait le sieur Laviolette pour établir un nouveau fort qui allait servir aussi de poste de traite des fourrures. Le vocable « Mauricie » est utilisé pour la première fois en 1933 par monseigneur Albert Tessier pour désigner la région depuis Trois-Rivières jusqu'aux portes du Lac Saint-Jean. Avant cette date, elle était tout simplement nommée la Vallée du Saint-Maurice.
L'origine du tourisme en Mauricie est aussi vieille que la région elle-même. Quand Idebon Raclos est venu reconduire ses trois filles en 1671, il n'est resté que le temps de les installer en Mauricie puis il est retourné en France par le dernier vaisseau. En statistiques touristiques, il aurait été classé, pour sa motivation, dans la catégorie des raisons personnelles. Mais peut-être qu'il avait aussi derrière la tête de visiter des parents et amis ou simplement faire du tourisme d'agrément, l'histoire ne le dit pas, mais à tout le moins, sa fortune le permettait. Il fallait être déterminé pour faire un aller-retour France-Québec. Le voyage en mer était toute une aventure à cette époque! Du tourisme d'aventure…
Au XVIIIe siècle, la population de la Mauricie était réputée pour la qualité de son accueil, comme toute celle établie le long du Chemin du Roy, première route touristique de la Mauricie. En 1749, le suédois Pehr Kalm écrivait : « Rares sont les villes étrangères dont les gens, en paroles comme en actes, accueillent quelqu'un avec autant de politesse que ne le fait en tous endroits le paysan de la campagne canadienne (vallée du Saint-Laurent). » En 1796, à son tour, parlant de l'accueil reçu dans les 24 postes de relais du Chemin du Roy, l'irlandais Isaac Weld rapportait : « On ne trouve point dans toute l'Amérique septentrionale de route aussi bien servie que celle qui conduit de Québec à Montréal. […] À peine fûmes-nous aperçus des gens de la maison, que le maître de poste, son épouse et toute la famille en sortirent avec précipitation pour nous recevoir. »
Dès 1760, quelques semaines seulement après la conquête, The British Magazine met en valeur un coin de la Mauricie en publiant une estampe montrant une vue pittoresque de Trois-Rivières, accompagnée d'un court texte qui fait état de sa situation romantique, de la richesse des habitants, de leurs maisons bien construites, de leurs productions et de leur pêche. C'est peut-être la première promotion touristique. Et en 1825, les premiers guides touristiques présentent un attrait majeur de la Mauricie, les majestueuses chutes de Shawinigan, déjà réputées, au moins depuis 1816, auprès des artistes et des voyageurs. Joseph-Édouard Turcotte y construira en 1858 un hôtel de 100 chambres avec lequel il aurait voulu attirer les touristes américains, mais la construction est restée inachevée.
Puis les guides américains présenteront les salines de Saint-Léon comme un haut lieu de tourisme de santé : l'hôtel (1849-1906) qui y fut construit comptait 154 chambres (aussi gros que l'actuel "Delta de Trois-Rivières"), un pavillon, des bains, billard, quilles, tennis, croquet, etc. Durant la saison estivale, c'était le rendez-vous de l'élite canadienne et américaine. Ils faisaient leurs pique-niques aux chutes de Sainte-Ursule. En 1905, sa clientèle de 450 pensionnaires débordait dans les gîtes qu'il fallait ouvrir dans les environs.
Reconnue pour sa forêt, la Mauricie accueillera de nombreux chasseurs et pêcheurs dès avant 1850. Les clubs privés recevront des visiteurs célèbres comme les parents de John-F. Kennedy. On raconte qu'en se rendant à Saint-Alexis-des-Monts, les Américains s'arrêtaient au bureau de poste du rang du Bout-du-Monde (1908-1952), à Saint-Paulin, pour y faire estampiller leurs lettres du sceau du Bout-du-Monde! Le Club Winchester, fondé en 1880 à Saint-Élie-de-Caxton, est l'un des premiers clubs au Québec. Ces clubs ont laissé leur place aux ZECS, réserves fauniques, pourvoiries ainsi qu'au Parc national de la Mauricie.
Du côté religieux, le prodige des yeux au sanctuaire du Cap en 1888 marquera le lancement des pèlerinages. Du même fondateur, le Père Frédéric, un autre site attirera les touristes religieux dès la fin du XIXe siècle : le calvaire de Saint-Élie-de-Caxton, réplique de la "Voie douloureuse de Jérusalem". De nombreux autocars des États-Unis ou d'ailleurs au Canada se rendront à ces deux endroits. Au Cap-de-la-Madeleine, un embranchement du chemin de fer portera le nom de "Ligne du Rosaire".
Cette effervescence touristique aux origines du tourisme en Mauricie était souhaitée et remarquée : en 1936, Mgr Albert Tessier rapporte que la clientèle étrangère est importante, 24 000 autos étrangères sont dénombrées au pont de Grand-Mère.
Aujourd'hui, la Mauricie est l'une des régions touristiques les plus fréquentées au Québec. Elle a accueilli en 2010 plus de 1,5 million de touristes qui ont dépensé 298 millions de dollars dans l'économie régionale. Une proportion de 13 % de ces dépenses est faite par les touristes de l'extérieur du Québec. Elle continue encore aujourd'hui à être renommée pour ses attraits naturels, ses attraits culturels, ses municipalités et son tourisme d'aventure.

## Les sous-régions touristiques
Le développement et la mise en valeur des produits et services touristiques de la Mauricie sont regroupés à l'intérieur de six sous-régions touristiques dont les territoires correspondent à deux des trois grandes villes, à une agglomération et aux trois municipalités régionales de comté.

### Trois-Rivières
Depuis les fusions municipales de 2002, le territoire de la ville de Trois-Rivières est composé du regroupement de six anciennes municipalités : Sainte-Marthe-du-Cap, Cap-de-la-Madeleine, Trois-Rivières, Trois-Rivières-Ouest, Pointe-du-Lac et Saint-Louis-de-France.

### Shawinigan
Depuis les fusions municipales de 2002, le territoire de la ville de Shawinigan est composé du regroupement de huit anciennes municipalités : Shawinigan, Shawinigan-Sud, Lac-à-la-Tortue, Saint-Georges, Saint-Gérard-des-Laurentides, Saint-Jean-des-Piles et Grand-Mère, qui comprenait déjà Sainte-Flore.

### Agglomération de La Tuque
L'Agglomération de La Tuque a été créée en 2006 pour regrouper la ville de La Tuque, les deux municipalités de La Bostonnais et de Lac-Édouard, ainsi que les trois réserves autochtones de Coucoucache, d'Obedjiwan et de Wemotaci.
Depuis les fusions municipales de 2002 et les démembrements de 2006, le territoire de la ville de La Tuque est composé du regroupement de trois anciennes municipalités: La Tuque, La Croche et Parent, et de huit anciens territoires non organisés, Petit-Lac-Wayagamac, Lac-des-Moires, Lac-Tourlay, Kiskissink, Lac-Berlinguet, Rivière Windigo, Lac-Pellerin et Obedjiwan.

### Les Chenaux
Le territoire de la sous-région touristique Les Chenaux correspond au territoire de la municipalité régionale de comté du même nom. Il est composé de dix municipalités : Batiscan, Champlain, Notre-Dame-du-Mont-Carmel, Sainte-Anne-de-la-Pérade, Sainte-Geneviève-de-Batiscan, Saint-Luc-de-Vincennes, Saint-Maurice, Saint-Narcisse, Saint-Prosper et Saint-Stanislas.

### Maskinongé
Le territoire de la sous-région touristique "Maskinongé" correspond au territoire de la municipalité régionale de comté du même nom. Il est composé de dix-sept municipalités :
Charette, Louiseville, Maskinongé, Saint-Alexis-des-Monts, Saint-Barnabé, Saint-Boniface, Sainte-Angèle-de-Prémont, Saint-Édouard-de-Maskinongé, Saint-Élie-de-Caxton, Saint-Étienne-des-Grès, Sainte-Ursule, Saint-Justin, Saint-Léon-le-Grand, Saint-Mathieu-du-Parc, Saint-Paulin, Saint-Sévère et Yamachiche.

### Mékinac
Le territoire de la sous-région touristique "Mékinac" correspond au territoire de la municipalité régionale de comté du même nom. Il est composé de dix municipalités et quatre territoires non organisés : Grandes-Piles, Hérouxville, Lac-aux-Sables, Lac-Boulé (TNO), Lac-Masketsi (TNO), Lac-Normand (TNO), Notre-Dame-de-Montauban, Rivière-de-la-Savane (TNO), Saint-Adelphe, Sainte-Thècle, Saint-Roch-de-Mékinac, Saint-Séverin, Saint-Tite et Trois-Rives.

## Performance
- 1 111 Entreprises associées au secteur du tourisme (2009)
- 7 031 emplacements pour campeur (2009)
- 2 514 établissements d'hébergement(2009)
- 4 000 emplois en tourisme (moyenne annuelle en 2009) [10]

En 2010, 1 484 000 touristes de toutes origines ont voyagé dans la région de la Mauricie durant un total de 3 624 000 nuitées et ont dépensé 298 000 000 $. En moyenne, chaque séjour a duré 2,4 nuitées au cours duquel chaque touriste a dépensé un total de 201 $, soit 82 $ par nuitée.
| Touriste en Mauricie en 2010 | Québec        | Autres provinces Canadiennes | États-Unis | Autres pays | Total             |
| ---------------------------- | ------------- | ---------------------------- | ---------- | ----------- | ----------------- |
| Volume (000)                 | 1 356 (6,4 %) | 50 (1,4 %)                   | 15 (0,7 %) | 63 (3,4 %)  | 1 484 (5,2 %)     |
| Nuitées (000)                | 3 179 (6,2 %) | 172 (1,5 %)                  | 35 (0,5 %) | 238 (1,8 %) | 3 624 000 (4,4 %) |
| Dépense (M$)                 | 260 (7,1 %)   | 12 (1,0 %)                   | 4 (0,4 %)  | 23 (2,1 %)  | 298 (4,3 %)       |

## Points d'intérêt touristique
| Attraits (134)                                         | Hébergement (334)                         | Évènement (29)                   | Circuit Touristiques (6)  | Autre (102)                                   |
| ------------------------------------------------------ | ----------------------------------------- | -------------------------------- | ------------------------- | --------------------------------------------- |
| Croisière (29)                                         | Hôtel (81)                                | Fête / festival / événement (20) | Route des Rivières        | Restaurant (59)                               |
| Musée / centre d'interprétation / site historique (23) | Condo, chalet, résidence de tourisme (72) | Manifestation sportive (7)       | Chemin du Roy             | Loueur d'équipement / véhicules de loisir (8) |
| Croisière (29)                                         | Gîte touristique (58)                     | Salon et foire (2)               | Culture et divertissement | Salle de spectacle / théâtre (6)              |
| Golf (15)                                              | Pourvoirie (53)                           | -                                | Agrotourisme              | Organisme local de promotion touristique (5)  |
| Piste / sentier (13)                                   | Camping (43)                              | -                                | Plein air                 | Bureau d'information touristique (5)          |
| Visite d'entreprise (12)                               | Centre de vacances (14)                   | -                                | Route des gîtes du Québec | Relais d'information touristique (4)          |
| Ferme agrotouristique (12)                             | Meublé rudimentaire (8)                   | -                                | -                         | Compagnie aérienne (4)                        |
| Cabane à sucre (10)                                    | Auberge de jeunesse (3)                   | -                                | -                         | Bureau d'accueil touristique (4)              |
| Édifice et site religieux (10)                         | Établissement d'enseignement (2)          | -                                | -                         | Compagnie d'autobus (3)                       |
| Centre de détente / spa (10)                           | -                                         | -                                | -                         | -                                             |

### Principaux attraits
Musées et centre d’expositions
- Boréalis, centre d'histoire de l'industrie papetière
- La Cité de l'énergie
- Musée des Ursulines de Trois-Rivières
- Musée Pop
- Vieille prison de Trois-Rivières

Lieux historiques
- Lieu historique national du Canada des Forges-du-Saint-Maurice
- Moulin seigneurial
- Vieux presbytère de Batiscan
- Moulin seigneurial
- Village du bûcheron

Parcs
- Parc de l'Île-Melville
- Parc national de la Mauricie
- Réserve faunique Mastigouche
- Réserve faunique du Saint-Maurice
- Parc de la Rivière-Batiscan
- Parc des chutes de la petite rivière Bostonnais
- Parc récréoforestier Saint-Mathieu
- Héritage Carcajou
- Vallée Rocanigan

Pourvoiries et gîtes
- Pourvoirie du lac Blanc
- Hôtel Sacacomie, Saint-Alexis-des-Monts
- Auberge Le Baluchon, Saint-Paulin
- Seigneurie du Triton

Détente et centres de santé
- L'Auberge du Lac-à-l'Eau-Claire, Saint-Alexis-des-Monts
- Le KiNipi spa & bains nordiques, Trois-Rivières
- Le GEOS Spa / Sacacomie, Saint-Alexis-des-Monts
- L'Auberge Le Baluchon, Saint-Paulin
- Hôtel Énergie, Shawinigan

Édifices touristiques
- Sanctuaire Notre-Dame-du-Cap
- Cité de l'énergie, à Shawinigan
- Église Notre-Dame-de-la-Présentation de Shawinigan

Divertissement
- Centre d’aventure Mattawin, Trois-Rives
- Pêche sur glace, poissons des Chenaux, Sainte-Anne-de-la-Pérade

#### La Cité de l'énergie
La Cité de l'énergie est un complexe touristique de renommée internationale qui fait vivre une expérience de visite unique en son genre. Une aventure palpitante où l'histoire et la science se côtoient pour vous faire découvrir l'industrie qui a façonné le Québec depuis plus d'un siècle.

#### Festival international de danse Encore
Le Festival international de danse Encore (FIDE) est un événement célébrant la danse avec un grand «D» où 45 000 festivaliers et 250 artistes professionnels prennent d'assaut le centre-ville de Trois-Rivières l'espace de quelques jours. Spectacles et animations extérieurs gratuits, spectacles professionnels en salle, soirées dansantes, compétitions, classes et bien d'autres sont au rendez-vous.

#### Grand Prix de Trois-Rivières
Le Grand Prix de Trois-Rivières est le berceau de la formule Atlantique et incontournable du Nascar canadien. Il propose une expérience de course de pure adrénaline unique en Amérique à ses fans. L'accès aux enclos est illimité.

#### Classique Internationale de canots de la Mauricie
La Classique internationale de canots de la Mauricie est une compétition d'endurance historique, unique en Amérique du Nord. De La Tuque à Trois-Rivières, en passant par Saint-Roch-de-Mékinac et Shawinigan, les meilleurs canotiers de marathon au monde défient la majestueuse rivière Saint-Maurice sur près de 195 km. Compétition, activités familiales, feux d'artifice, etc.

#### Festival Western de Saint-Tite
Le Festival western de Saint-Tite est un événement touristique majeur en Mauricie où, pendant dix jours en septembre, la petite ville de 4 000 personnes accueille soudainement plus de 700 000 personnes autour de rodéos et d'activités à saveur country qui ont valu au festival la réputation de « plus grande attraction western de l'Est du Canada ».

#### Festival international de la poésie de Trois-Rivières
Le Festival international de la poésie de Trois-Rivières propose plus de 400 activités se déroulant sur dix jours d'affilée, dans plus de 90 lieux différents : cafés, bars, brasseries, galeries d'art et salles de spectacle où se retrouvent plus d'une centaine de poètes venant de 30 pays situés sur les cinq continents et 40 000 participants. Les rues du centre-ville de Trois-Rivières, capitale de la poésie, exposent en tout temps à ses visiteurs 300 poèmes d'amour.

#### Le Musée Pop de Trois-Rivières
Situé au centre-ville de Trois-Rivières, capitale régionale de la Mauricie, le Musée Pop propose simultanément six expositions et ouvre une partie de sa réserve aux visiteurs. Les expositions du Musée sont audacieuses, non conventionnelles et empreintes de plaisir… à la manière des Québécois. La réserve du Musée est composée de 70 000 objets d'une riche collection ethnologique.

#### La Vieille prison de Trois-Rivières
Reliée au Musée québécois de culture populaire, la Vieille prison de Trois-Rivières, classée monument historique, présente une visite expérience en prison en compagnie d'anciens détenus.

#### Le Musée des Ursulines de Trois-Rivières
En parcourant Trois-Rivières, votre regard sera inévitablement porté sur le dôme du monastère des Ursulines. Régnant fièrement dans le Vieux-Trois-Rivières, il nous rappelle la présence plus que tricentenaire des Ursulines et nous invite à découvrir un cloître, une école et un hôpital. Le Musée des Ursulines occupe les murs de l'hôpital, premier établissement de soins de la ville. On y présente une nouvelle exposition temporaire chaque année en plus de l'exposition permanente Plus de 300 ans de mémoire vive occupant l'ancien réfectoire. Le Musée offre également à ses visiteurs une visite guidée de la chapelle historique et pendant la saison estivale, d'une partie de l'ancien pensionnat.

## Circuler

### En voiture
- Par la route 155 Sud en provenance du Saguenay-Lac-St-Jean ;
- Par l'autoroute 40 (autoroute Félix-Leclerc) pour la rive nord du Saint-Laurent ;
- Par l'autoroute 55 Nord en provenance de la rive sud via le Centre-du-Québec ;
- Par la route 138 (Chemin-du-Roy).

La Mauricie est à mi-chemin entre Montréal et Québec, soit à 1 h 30 (100 km/h) de ces deux villes.

### À vélo
La Mauricie est une destination de cyclotourisme de choix, notamment grâce à:
- ses 180 km de piste cyclable de la Route Verte, la plus belle véloroute au monde selon la National Geographic Society;
- des événements cyclistes majeurs comme le Défi Vélo Mag Shawinigan;
- un vaste réseau de campings et d‘hébergements certifiés Bienvenue cyclistes!;

### Évènements et festivals
- Festival international de danse Encore, Trois-Rivières
- Grand Prix de Trois-Rivières, Trois-Rivières
- Festival western de Saint-Tite, Saint-Tite
- Festival international de la poésie de Trois-Rivières, Trois-Rivières
- Le FestiVoix de Trois-Rivières
- Festival de la galette de sarrasin, Louiseville
- Amphithéâtre Cogeco, Trois-Rivières

### Circuits touristiques

Deux principaux circuits touristiques sont mis en valeur en Mauricie. Le premier étant le Chemin du Roy, alias la route 138, relie les villes de Québec et Montréal longeant la Rive-Nord du Fleuve Saint-Laurent sur la première route carrossable du Canada. 
La route 155 est l'une des routes panoramiques du Québec qui s'étire sur plus de 100 km entre Shawinigan et La Tuque, elle offre une multitude de points de vue sur la rivière Saint-Maurice. 

## Agrotourisme
En Mauricie, on dénombre un peu plus de 100 entreprises qui proposent des services agrotouristiques diversifiés : fermes, érablières, gastronomie, microbrasseries, jardins, horticultures, visites, auto-cueillette, etc. Ce sont des endroits où l'on peut s'y procurer des produits locaux variés et où l'on peut y observer plusieurs types d'animaux tels que la chèvre, le bison, le sanglier et le cerf. Certaines entreprises agroalimentaires offrent des produits du terroir mauricien, tels que des fromages, des boissons et de la charcuterie. Voici quelques exemples de ces entreprises :
- Boulangerie François Guay Inc, Trois-Rivières (secteur Pointe-du-Lac)
- Domaine Gélinas, St-Sévère
- Cabane à sucre Chez Dany, Trois-Rivières
- Passion Lavande, St-Sévère
- Les Boissons du Roy, Sainte-Anne-de-la-Pérade
- Couleurs de la terre, Yamachiche
- Ferme Récréative Caza et Alpagas, Saint-Stanislas
- Ferme Éthier, Saint-Étienne-des-Grès
- Verger Barry, Sainte-Anne-de-la-Pérade
- Frédélys, Batiscan

## Microbrasseries
- Chez Gambrinus (depuis 1996) (Trois-Rivières)
- Microbrasserie Nouvelle-France (depuis 1998) (Saint-Alexis-des-Monts)
- Le Trou du Diable (depuis 2005) (Shawinigan)
- Broadway Microbrasserie (depuis 2006) (Shawinigan)
- À la Fût (depuis 2007) (Saint-Tite)
- Le Temps d'une Pinte (depuis 2013) (Trois Rivières)
- Archibald Microbrasserie (depuis 2014) (Trois-Rivières)
- Microbrasserie Le Presbytère (depuis 2015) (Saint-Stanislas)
- Microbrasserie La Pécheresse (depuis 2015) (La Tuque)
- Microbrasserie la Forge du Malt (depuis 2016) (Trois-Rivières)
- Brasserie Dépareillée (depuis 2017) (Yamachiche)
- Ferme du Tarieu (depuis 2019) (Sainte-Anne-de-la-Pérade)
- Flore Sauvage (depuis 2022) (Sainte-Flore)

## Hébergement
- Résidence de tourisme, chalet, copropriété, studio (88)
- Pourvoirie (73)
- Hôtel (68)
- Gîte touristique (63)
- Camping (47)
- Centre de vacances (13)
- Hébergement insolite (9)
- Autre établissement d'hébergement (9)
- Auberge de jeunesse (3)
- Autres

## Infrastructures

### Accueil et information
La région touristique de la Mauricie offre aux touristes 6 bureaux permanents et 6 bureaux saisonniers.
Bureaux permanents
- Tourisme Shawinigan Shawinigan
- Tourisme Mékinac Saint-Tite
- Comité touristique de Saint-Alexis-des-Monts
- Tourisme Trois-Rivières
- Tourisme Des Chenaux (BIT) Les Chenaux
- Maskinongé

Bureaux saisonniers
- Corporation touristique de Batiscan
- Bureau d'accueil touristique (BAT) Saint-Élie-de-Caxton
- RIT Saint-Édouard
- RIT Saint-Mathieu
- RIT Saint-Paulin
- Tourisme Haut-Saint-Maurice, La Tuque

### Accès à la région
On peut accéder à la région par avion, non commercial, par autobus voyageur, 13 postes d'Orléans Express, par automobile, autoroutes 40, 55 et routes 138, 153, 155, 157, 159 et par train, Via Rail Canada: Gare de La Tuque et Gare de Shawinigan (Canadien National).

### Personnes à capacités physiques restreintes
| Nb d'établissements | Accès                                                |
| ------------------- | ---------------------------------------------------- |
| 7                   | Total                                                |
| 68                  | Partiel                                              |
| 21                  | Services aux personnes ayant une déficience auditive |
| 6                   | Services aux personnes ayant une déficience visuelle |

## Les Grands prix du tourisme

Logo Tourisme Trois-Rivières.

Annuellement, Tourisme en Mauricie décerne les Grands prix du tourisme:
- « Grand prix du tourisme 2013 »
- « Grand prix du tourisme 2012 »
- « Grand prix du tourisme 2011 »
- « Grand prix du tourisme 2010 »
- « Grand prix du tourisme 2009 »
- « Grand prix du tourisme 2008 »

### Valeurs de Tourisme Mauricie
- Morales : le respect, l'authenticité, la loyauté et l'équité;
- De conquête : par l'innovation et la création de valeurs ajoutées;
- De conduite : la responsabilité, la transparence, la passion et l'audace;
- De compétence : la performance et la satisfaction des membres et des visiteurs.
- Source : Rapport annuel 2024